# Celjei grófi palota
A celjei grófi palota (szlovén nyelvű elnevezése: Stara grofija azaz „régi grófság”) a város egyik legnevezetesebb műemléke, amelyben a Celjei Regionális Múzeum egyik része kapott helyet.
A mai palota helyén már 1414-ben állt egy épület, a Schreibhauzz, amit a celjei grófok adminisztratív központként használtak. A család 1456-os férfiági kihalása után minden vagyonuk III. Frigyes német-római császárra szállt.
1580-ban II. Károly osztrák főherceg eladta az épületet a Thurn-Valsassina család grófjainak, akik a következő években késő reneszánsz stílusú palotát építtettek ezen a helyen. 1620-ban és 1640-ben árkádos folyosókkal, 1650 és 1680 között lépcsővel bővítették az épületet. A Thurn-Valsassina család 1869-ig maradt a palota birtokosa. Ekkor a város önkormányzata árverésen vásárolta meg, majd 1870−1873-ban saját igényei szerint átalakította. 1890-ben a város felőli falakat lebontották és a korábbi udvar helyett teret alakítottak ki.
Az épület rendeltetése többszö változott: eleinte iskolát helyeztek el benne, majd 1914 és 1945 között bíróság volt benne. Később a Celjei Regionális Múzeum kapta meg.
A palota a grazi reneszánsz építésziskola stílusában épült. Alaprajza L alakú. Szárnyai délre és keletre néznek. Árkádos folyosóit a 17. század elején építették. A déli homlokzat egyszerűbb, csak erkélyes tagolású.
A belső teret számos érdekesség jellemzi, például régi boltívek és kazettás famennyezetek. 1926-ban fedezték fel egy felújítás alkalmával egy fiatalabb mennyezet fölött a nagy díszterem díszes festett mennyezetét, amit állítólag Marcin Teofilovicz festett 1622–1623 körül. Ez az alkotás a látszatarchitektúra, az illuzionista festészet legjobb példája Szlovéniában.

## A celjei mennyezet

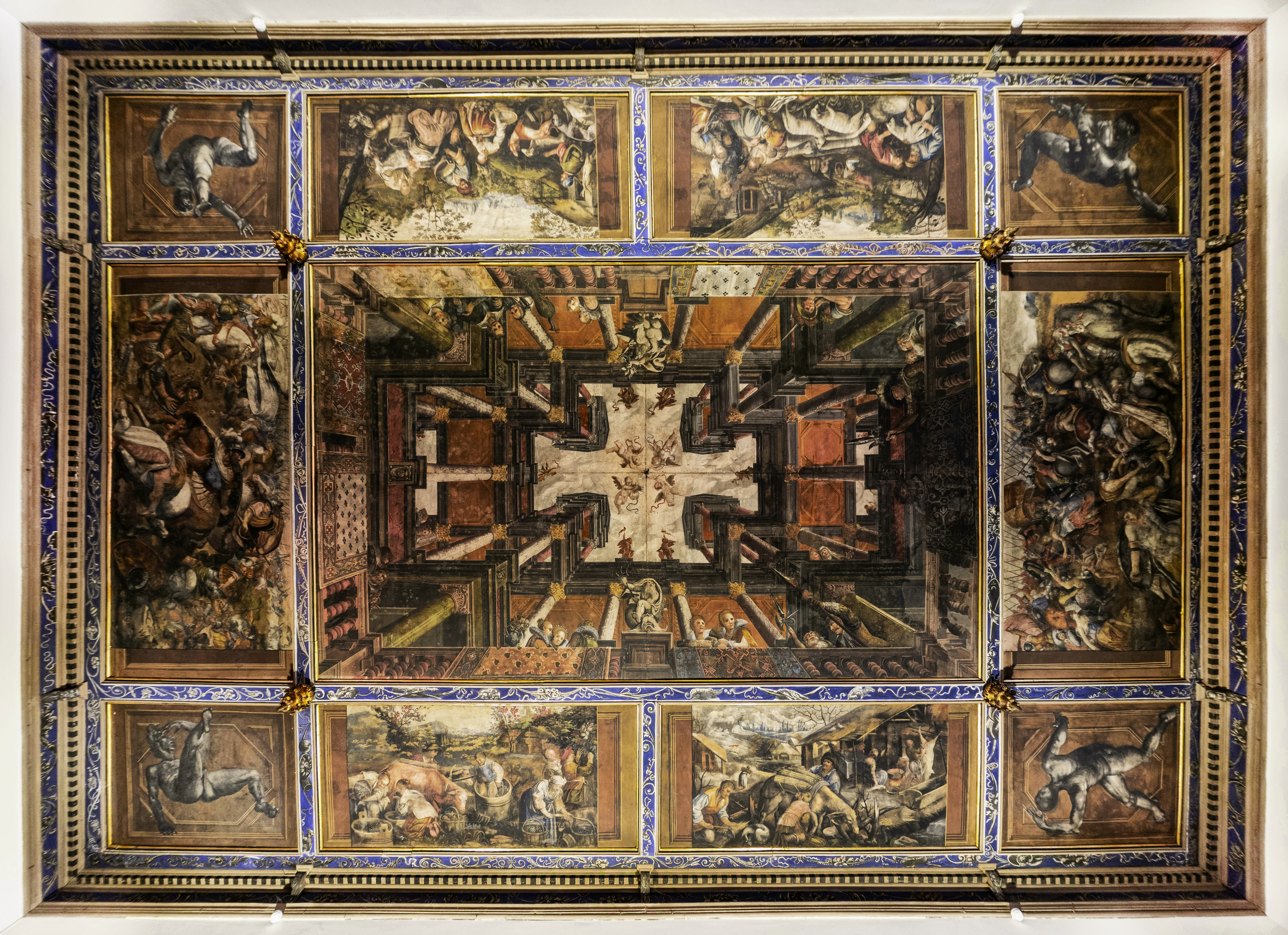
A celjei mennyezet

A celjei mennyezet a profán festészet magányos szlovéniai példája a reneszánszból a korai barokkba való átmenet idejéből. Nem világos, hogy pontosan ki festette. A különböző szakértők véleménye nagyon eltérő.
A mennyezeti festmény mérete 14,45 x 9,87 m, és vászonra készült temperával. A tizenegy mezőt festett fagerendák választják el egymástól. A középső mezőben egy illuzionisztikusan festett, tornyos épület látható, kilátással az égre. Az oszlopcsarnokot balusztrád veszi körül, amelyekről szőnyegek lógnak. A képeken nemesek és nemesasszonyok, udvaroncok, katonák láthatók, valamint az állítólagos megrendelő, az egyik Thurn gróf portréja, meg valószínűleg a festő és asszisztensének önarcképe is szerepel. A hosszabb oldalak közepén a Jupiter és Neptunusz alakjai láthatók. A középső mező köré kisebb mezőket festettek: a hosszabbik oldalon a négy évszakot, a rövidebb oldalon a latinok és a trójaiak harcát ábrázolják allegorikusan. A sarkokon négy görög mitológia alak szerepel: Ikarosz, Tantalosz, Ixion és Phaetón. A képeket a festő más korabeli alkotásokról, főleg rézmetszetekről, Jan és Rafael Sadeler, Jacopo Bassano, Antonio Tempesta és Hendrik Goltzius műveiről másolhatta. A kutatók nem találták meg a mennyezet központi részének forrását.

## Múzeumi gyűjtemények
A palotában a Celjei Regionális Múzeum gyűjteményeinek egy részét helyezték el. A kultúr- és művészettörténeti gyűjtemények bútorokat, festményeket, grafikákat, szobrokat, edényeket, fegyvereket és egyéb tárgyakat mutatnak be különböző stíluskorszakokból, a 13. századtól a 19. század végéig. „A gótikától a historizmusig lépésről lépésre” címmel látássérülteknek is rendeztek egy állandó kiállítást.
A pincében római lapidáriumot helyeztek el  440 m²-en, ez Szlovénia egyik legszebb és legnagyobb ilyen jellegű gyűjteménye.

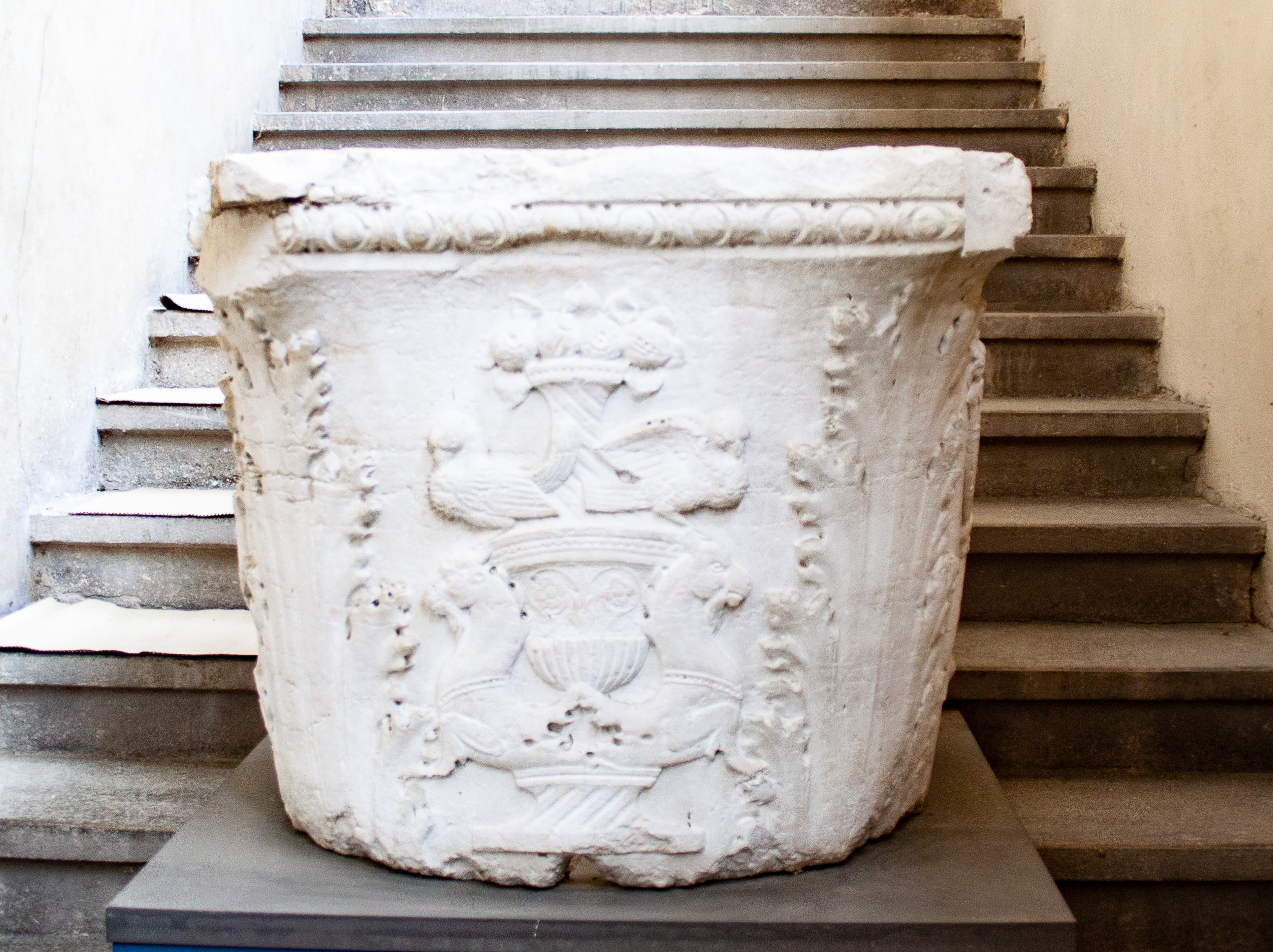
Isztriai mészkőből készült velencei kútfő a palota külső lépcsőin
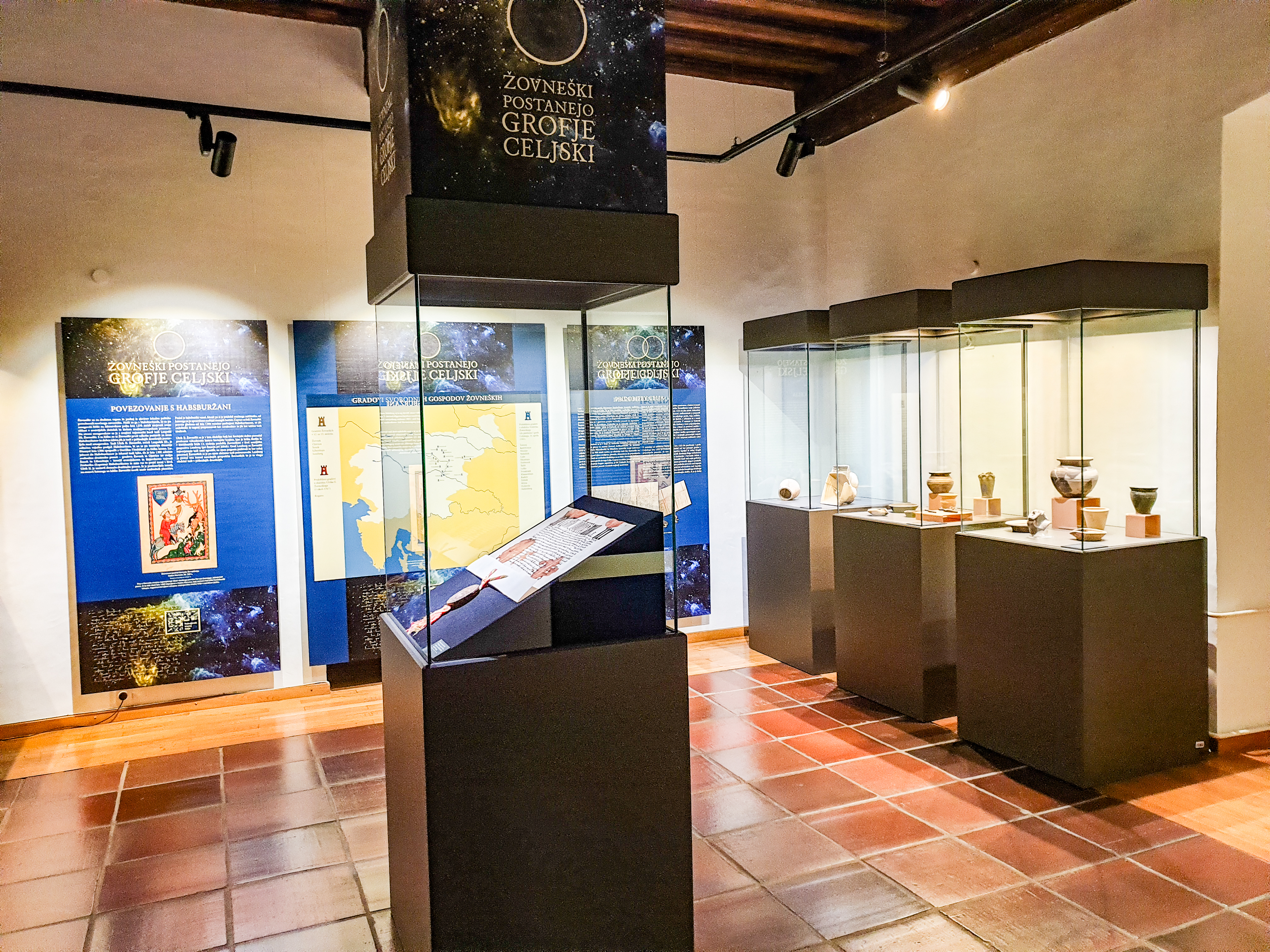
Belső kép a várostörténeti kiállításról
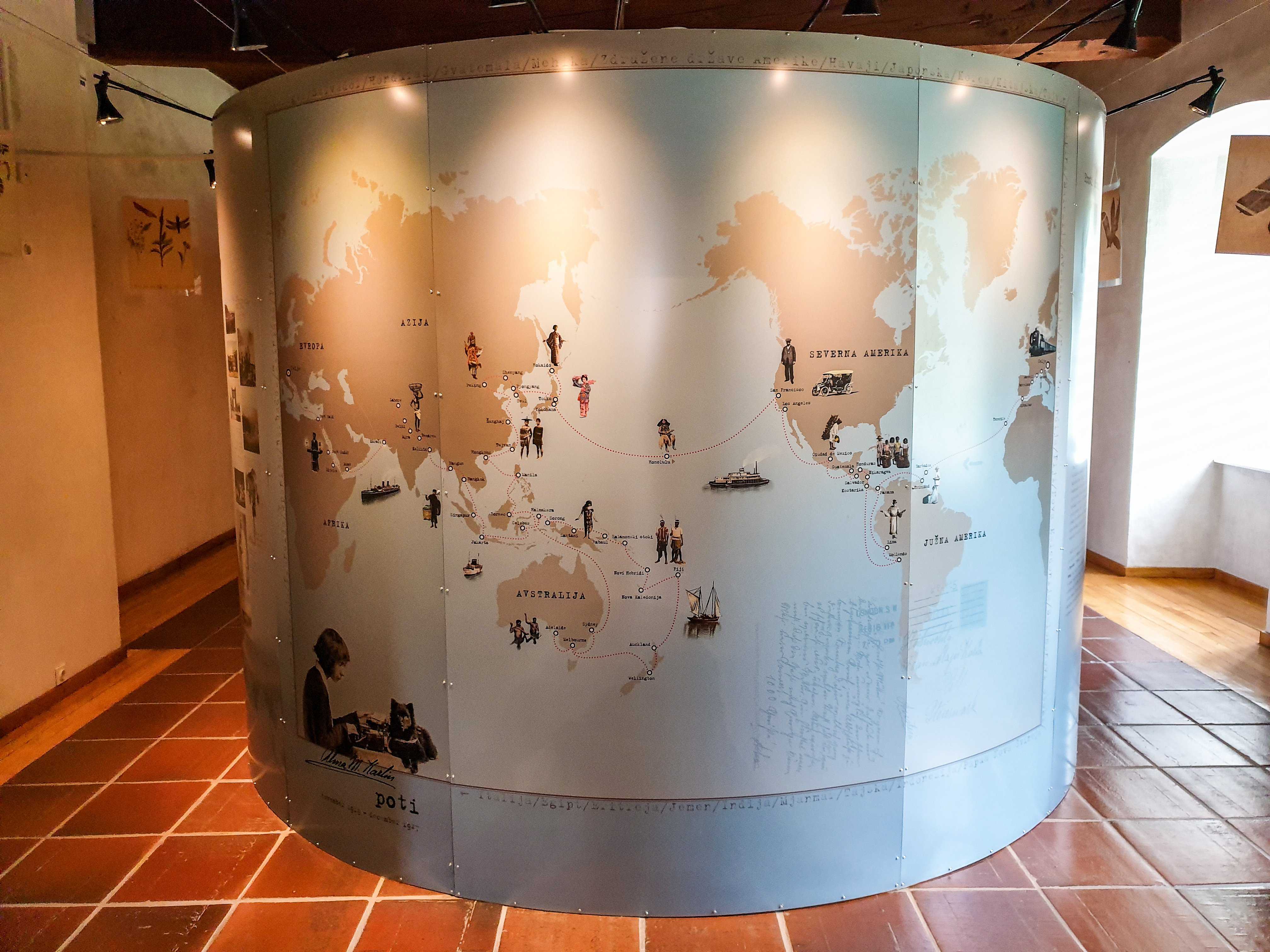
Alma Karlin szlovén utazó kiállítása a múzeumban

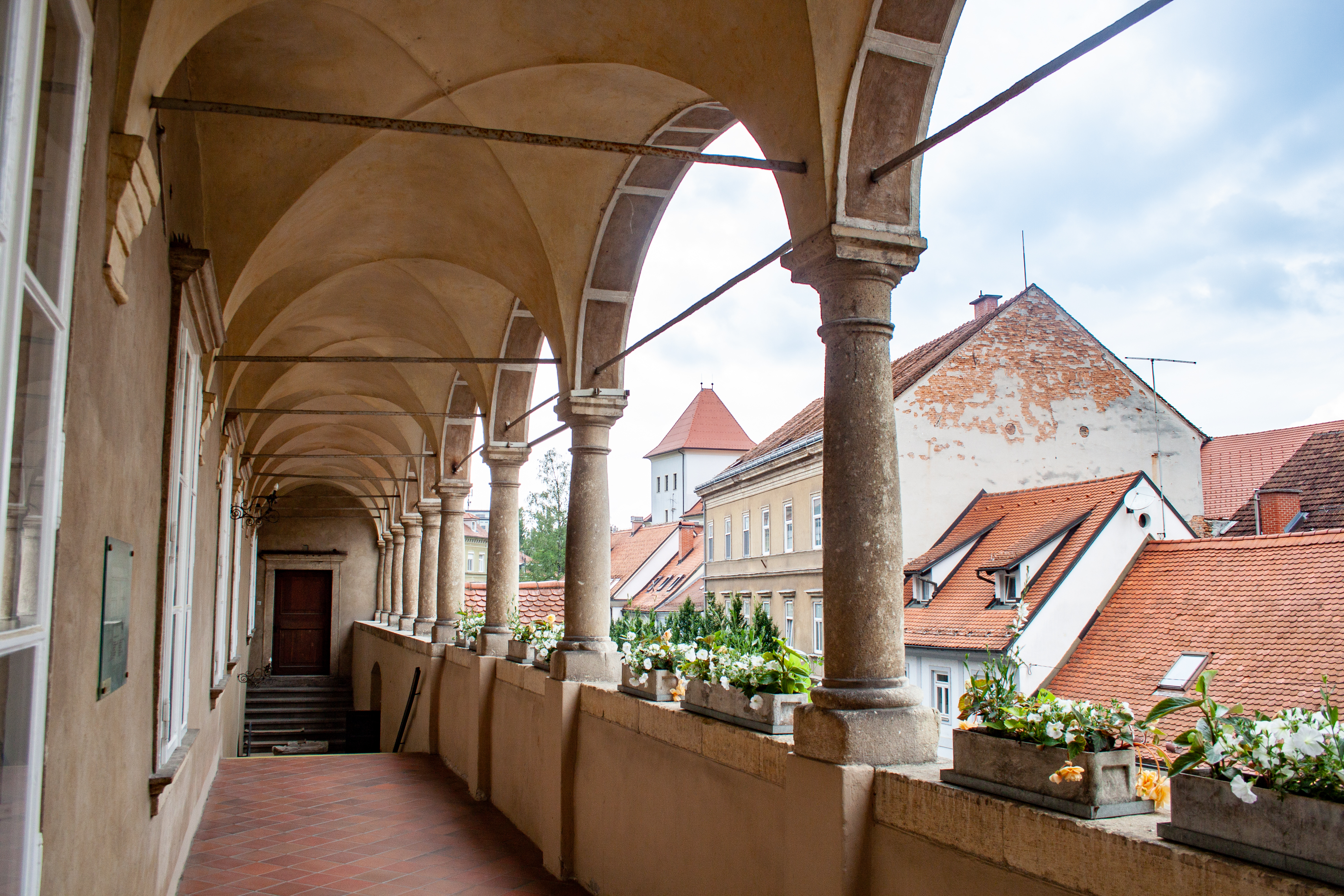
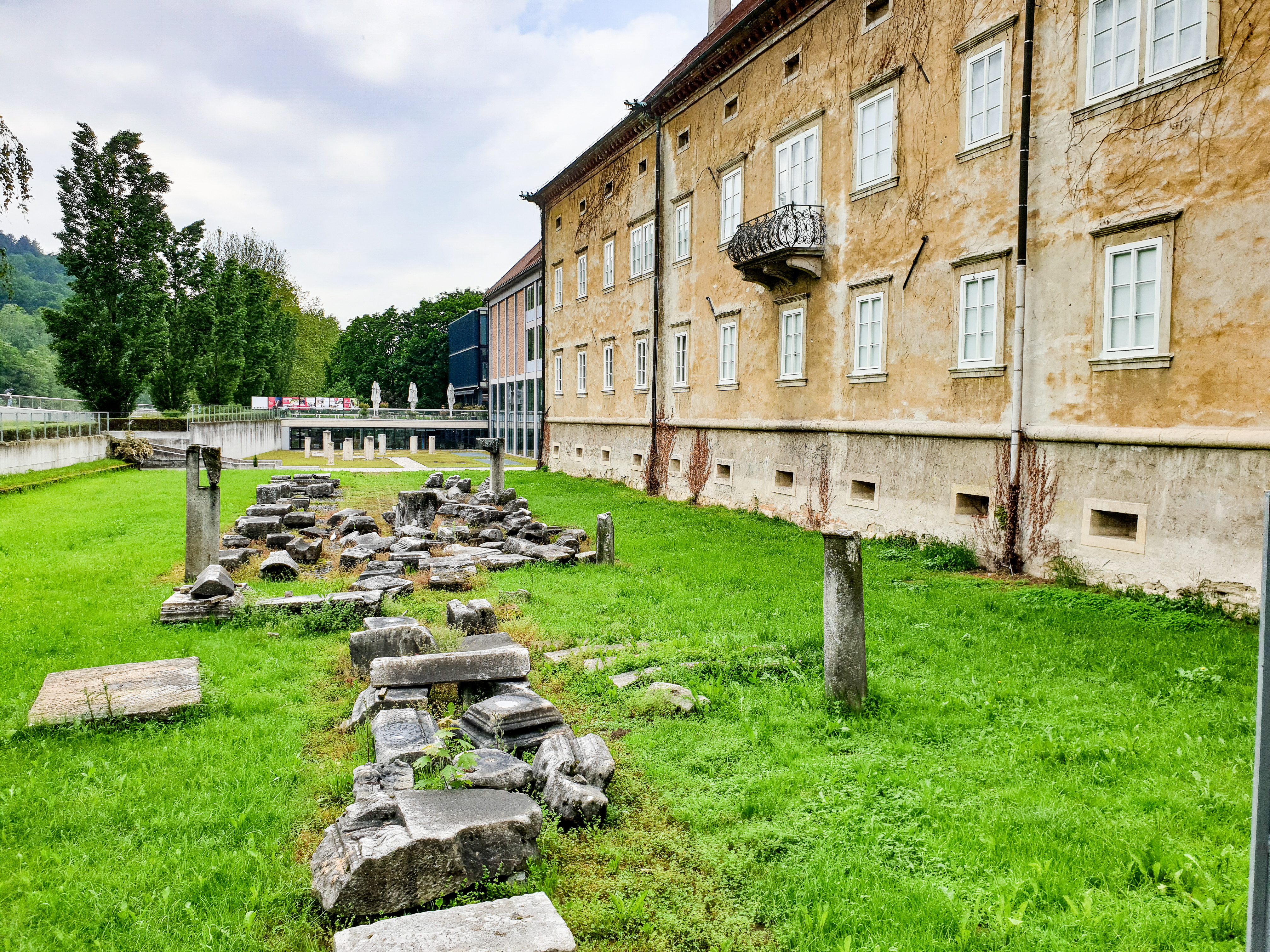
A palota déli, a folyóra néző homlokzata
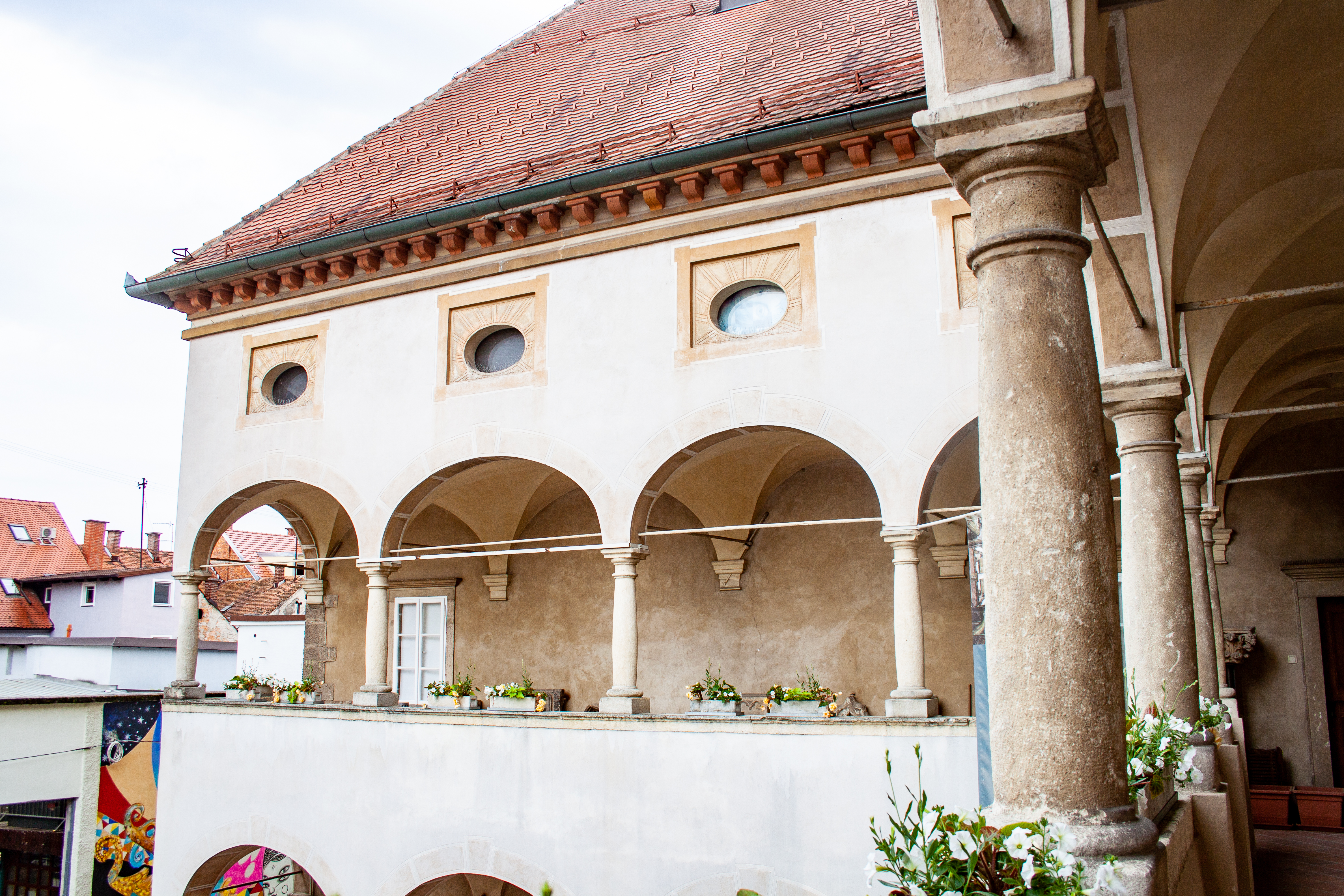

## Fordítás
- Ez a szócikk részben vagy egészben  a   Stara grofija című szlovén Wikipédia-szócikk ezen változatának fordításán alapul.  Az eredeti cikk szerkesztőit annak laptörténete sorolja fel. Ez a jelzés csupán a megfogalmazás eredetét és a szerzői jogokat jelzi, nem szolgál a cikkben szereplő információk forrásmegjelöléseként.